# Las Plumas
Las Plumas es una localidad y comuna rural de la provincia del Chubut, en la Patagonia argentina, cabecera del departamento Mártires.

## Toponimia
El origen de esta denominación se debe a que se encuentra cerca del paraje Paso de las Plumas, que corresponde a un vado sobre el río Chubut. En tanto,  la referencia a "Las Plumas" se vincula con la gran cantidad de plumas de ñandú que se encontraban en estos parajes cuando los grupos aborígenes patagónicos (Tehuelches) abandonaban las carcasas de este animal luego de su caza, de haberlos aprovechado para alimentarse y celebrar con sus plumas rituales.En tanto, a 15 kilómetros se levantó la hermana localidad Altos de las Plumas. En cuanto a la palabra "Alto" se explica a que se encuentra en un lugar más alto que otra población cercana llamada Bajo de las Plumas (Las Plumas hoy). 

## Historia
La zona fue habitada desde tiempos ancestrales por los pueblos indígenas patagónicos. Su fuerte presencia provocó que en 1885 los colonos galeses en idioma galés llamaran al sitio: Dôl y Plu, traducido como «Meandro (o Pradera) de Las Plumas») Precisamente, en lo que después sería la localidad los tehuelches hacían allí abundantes rituales religiosos usando muchas plumas de avestruz. Los galeses no tardaron en relacionarse con los aborígenes intercambiando plumas, carne de guanaco por pan y manteca.
Puntualmente, el comienzo de la población fue con un “boliche” de campo que atendía a todos los peones de campo y a la poca gente que pasaba por allí. Era un punto crucial porque en época de bajante los carros podían cruzar el río. Esto volvió a la localidad en una posta de paso. Luego con los años se instaló un puente que aun existe. La localidad prosperó rápidamente y el 30 de julio del año 1916 se creó su escuela histórica.
Sin embargo, su vida formal inició el 11 de julio de 1921 con un decreto de Hipólito Yrigoyen que marcó la creación de muchos pueblos a lo largo de los territorios nacionales. Las directivas del decreto fueron erigir la localidad en el valle de los Mártires. Además, se estableció: los pueblos que debían crearse en los alrededores de punto de interés como estaciones ferroviarias y un trazado sobre una superficie de 2.000 has., siempre que pueda destinarse de esas tierras a la agricultura y reservas para descanso de haciendas.
Las Plumas prosperó intensamente desde 1925 hasta 1961 funcionó a poca distancia la estación cabecera del Ferrocarril Central del Chubut. También se llegó a conformar una pequeña localidad rural hermana que permaneció hasta que el tren dejó de circular en 1961 y comenzó la desconexión. En siguientes los ganaderos levantaron las vías y durmientes para hacer alambrados. El poblado fue perdiendo su identidad ferroviaria, pero desde mediados de los noventa también población con la caída de la rentabilidad del ganado.
Para 2010 se volvió el pueblo que más población pierde de Argentina.Para complicar la situación las cenizas arrastradas tras las erupciones del volcán Puyehue desde la década de 1990 a 2013 complicaron más el panorama económico. El poblado vio acelerada la muerte del ganado que ya venía golpeado por la extensa sequía. El pueblo vivió su época dorada, según sus pobladores, desde 1930 de 1990; cuando todo el mundo iba a trabajar al campo, tenía su ganado y pasaba el ferrocarril. Hoy el pueblo solo vive de empleo estatal y piensa en la minería o el turismo como paliativos para revertir su dramática situación de muerte.

## Población
Contó con 480 habitantes (Indec, 2010), lo que representó un descenso del 20,6% frente a los 605 habitantes (Indec, 2001) del censo anterior. La población se compuso de 234 varones y 246 mujeres, lo que arrojó un índice de masculinidad del 95.12%. En tanto, las viviendas pasaron a ser 195.
Tras el censo de 2022 se conoció un crecimiento de la localidad con 582 habitantes y unas 252 viviendas.
| Gráfica de evolución demográfica de Las Plumas entre 1991 y 2022 |
|                                                                  |
| Fuente: Censos nacionales del INDEC                              |

## Parroquias de la Iglesia católica en Las Plumas
| Diócesis       | Rawson                  |
| -------------- | ----------------------- |
| Cuasiparroquia | Nuestra Señora de Luján |

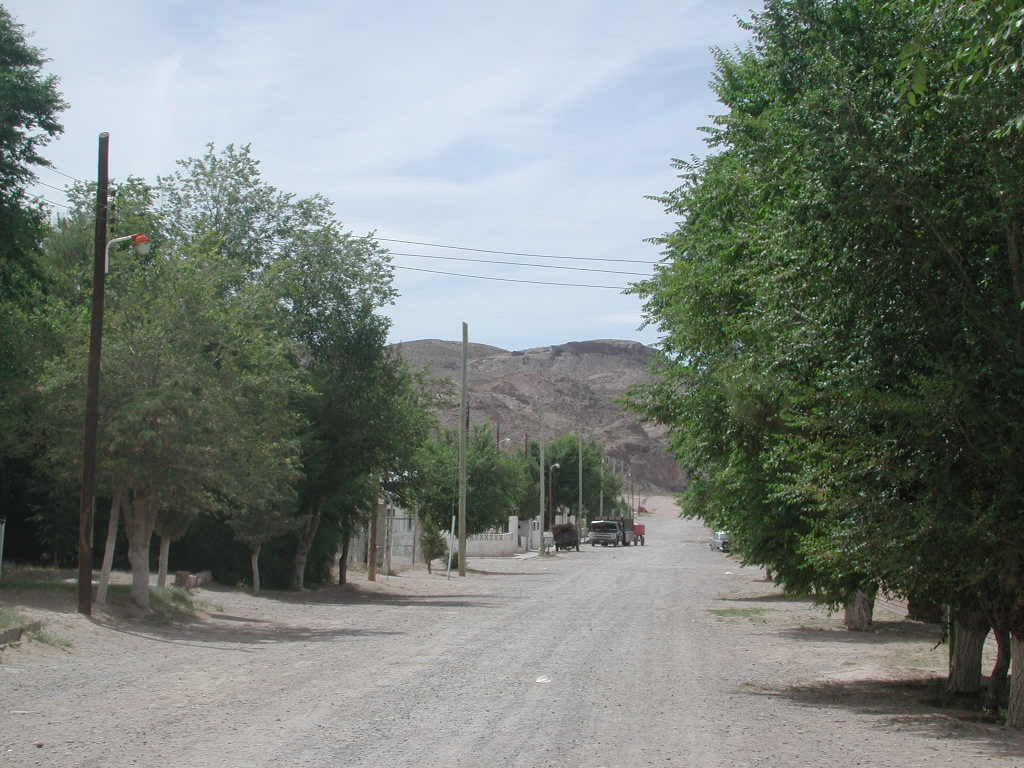
Calle típica del poblado.
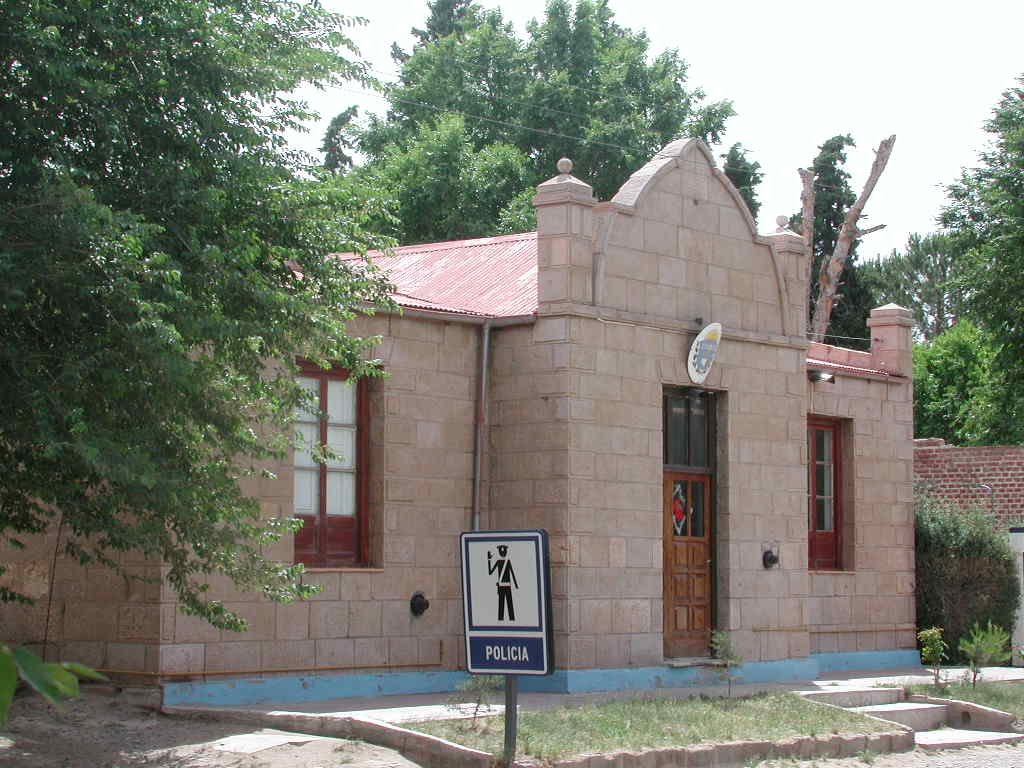
Comisaría histórica.
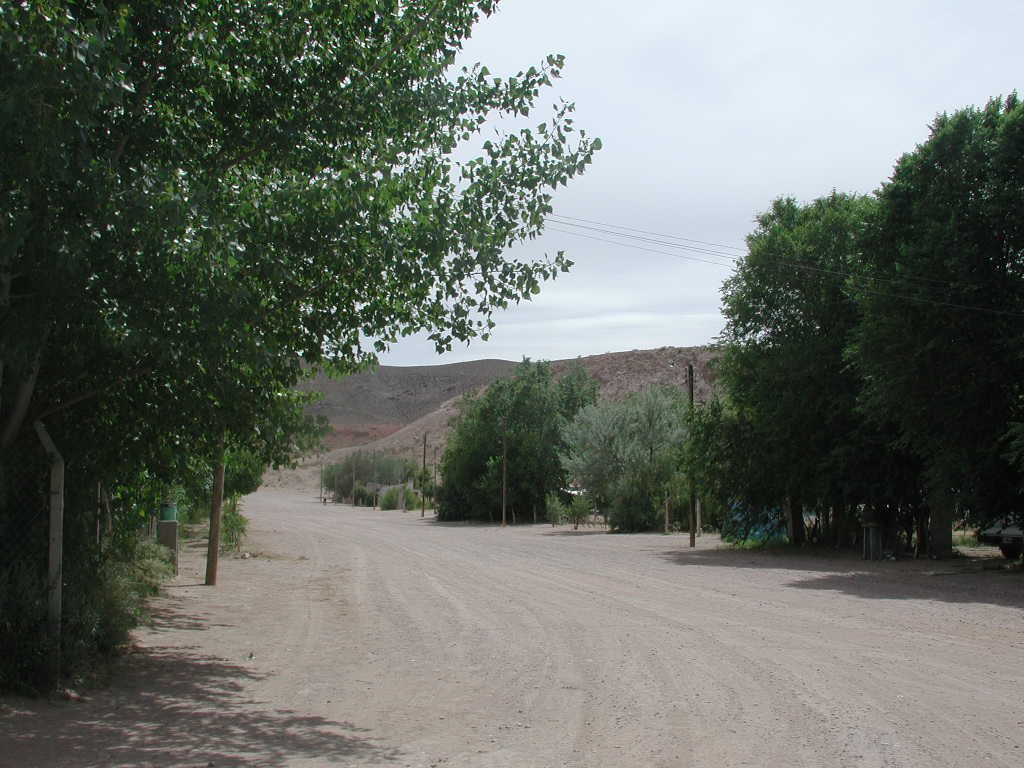
Las calles rematan en el faldeo de los cerros.
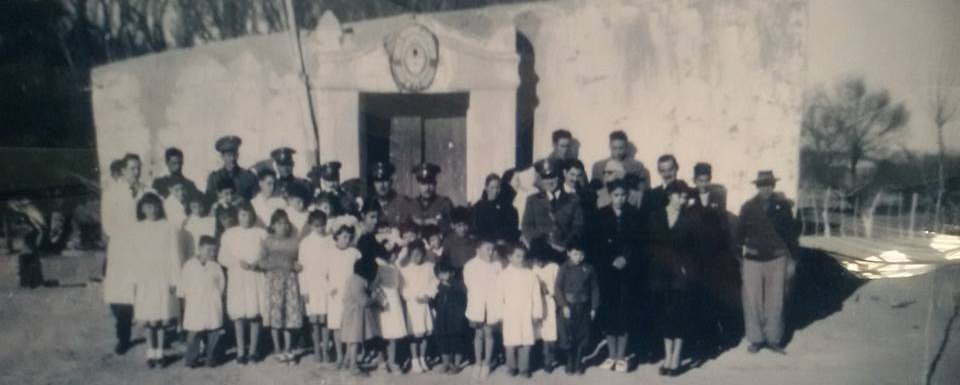
La vieja escuela Nº 77 de Las Plumas en la década del '30.